# Nicolae Bucur
Nicolae Bucur (14 ianuarie 1910, Bughea de Jos, Județul Argeș – 14 ianuarie 1969, Iași) a fost un pedolog român, profesor universitar și una dintre cele mai importante figuri ale școlii românești de pedologie. Considerat ultimul mare pedolog „clasic” al României, Bucur a contribuit semnificativ la studiul solurilor, în special în regiunea Moldovei, prin lucrări de referință în cartarea agrogeologică, studiul solurilor sărăturoase și al vegetației spontane. A fost membru al Societății Internaționale pentru Știința Solului, membru fondator al Societății Naționale Române pentru Știința Solului și președinte al Filialei Iași a acesteia, fiind distins cu titlul de „profesor emerit”.

## Biografie
Nicolae Bucur s-a născut la 14 ianuarie 1910 în localitatea Bughea de Jos, Județul Argeș, într-o familie de țărani. A urmat școala primară în satul natal și liceul „Dinicu Golescu” din Câmpulung Muscel, absolvind în 1930. Și-a continuat studiile la Academia de Înalte Științe Agronomice București – Herăstrău, pe care le-a absolvit în 1935. După terminarea studiilor, a lucrat ca preparator și asistent la catedra profesorului Teodor Saidel, începând din 1937.
Sub influența lui Saidel, Bucur a aprofundat chimia solului, urmând cursurile Facultății de Științe Fizico-Chimice din București între 1938 și 1942, obținând o licență universitară în acest domeniu. Dorința sa pentru această specializare a fost atât de evidentă încât, în câteva dintre lucrările sale de început, a semnat „dr. ing. agr. și Lic. în Șt. Fizico-Chimice”. În 1945, a obținut doctoratul la Universitatea din Iași cu teza Studiul solurilor sărate din câmpia râurilor Buzău și Râmnicu Sărat.
Interesul său pentru pedologie l-a stimulat spre o pregătire aprofundată, dobândită în mare măsură prin autoinstruire. În 1942, la propunerea profesorului Haralamb Vasiliu, care intuise marea sa valoare și perspectiva profesională bazată pe o pregătire excelentă și o formație moral-umană, Nicolae Bucur s-a transferat la Facultatea de Agronomie din Iași, unde a activat timp de 27 de ani. A început ca asistent, apoi a devenit șef de lucrări, iar din 1948 a fost avansat profesor la disciplina de pedologie. Timp de 10 ani, a predat pedologia și la Facultatea de Științe Naturale a Universității din Iași.
Activitatea sa la Agronomia din Herăstrău, sub îndrumarea lui Saidel, a fost marcată de dictonul brâncușian „la umbra marilor copaci nu crește iarba”. Numele său nu apare alături de cel al profesorului Saidel în lucrările importante ale acestuia, deși contribuțiile sale ulterioare la Iași au demonstrat valoarea sa excepțională.
A murit subit la 14 ianuarie 1969, în Iași, lăsând în urmă un manuscris neterminat al cursului său de pedologie, care a fost valorificat postum de profesorul Gheorghe Lixandru în lucrarea Principii fundamentale de știința solului (1997).

## Activitate științifică
Nicolae Bucur s-a format în școala pedologică de la București, sub îndrumarea lui Teodor Saidel, și i-a studiat pe precursorii Petre Enculescu și Emil Protopopescu-Pache. Deși a lucrat inițial la Agronomia din Herăstrău, contribuțiile sale majore au fost realizate după mutarea la Iași, unde a devenit un lider recunoscut al pedologiei românești. A venit la Iași în 1942, cu puțin înainte de pensionarea eminentului său precursor de catedră, N. Florov, iar la vârsta de 37 de ani devenise deja un lider recunoscut al disciplinei.
Bucur a fost un cercetător riguros, cunoscut pentru cultul său pentru acuratețea științifică. Avea un adevărat cult pentru rigoarea științifică, fiind gata de polemici colegiale aspre atunci când întâlnea opinii cu suport științific insuficient sau care nu corespundeau viziunii sale. De exemplu, în 1966, nu a reușit să ajungă la un acord cu profesorii Gr. Obrejanu și C.V. Oprea pentru publicarea „Cursului unic de Pedologie” pentru studenții agronomi, din cauza diferențelor de viziune. A realizat studii aprofundate asupra solurilor din Moldova, în special a solurilor sărăturoase, lăcoviștilor și podzolurilor, contribuind la clasificarea și sistematizarea lor. A introdus metode originale, precum „procedeul desfășurării” pentru cartarea agrogeologică, și a dezvoltat tehnici noi pentru stabilirea toleranței la salinitate a plantelor cultivate.
Lucrările sale de cercetare au fost prezentate în sesiuni, conferințe sau reviste de specialitate numai după un volum mare de investigații și determinări, având un conținut științific și o grafică de cel mai înalt nivel. Bucur executa personal determinările în cadrul cercetărilor, iar singura persoană de încredere în această privință era colaboratoarea sa, Ana Gafencu. Acorda cea mai mare parte a timpului său cercetării științifice, iar prin conduita sa morală de cercetător profund, a lăsat lucrări de o valoare excepțională, rămânând în conștiința urmașilor ca o persoană dedicată științei.
Studiile pedologice aprofundate în zona dintre Siret și Prut au început cu Nicolae Bucur, care a lăsat o zestre științifică inestimabilă în cei circa 25 de ani de activitate în Moldova. Deși N. Florov, primul mare pedolog din Moldova, a avut o activitate redusă în această zonă, Bucur a abordat toate tipurile de sol, cu excepția solurilor nisipoase din sudul Moldovei, oferind clasificări și sistematizări detaliate.
Un domeniu central al cercetărilor sale a fost studiul vegetației spontane pe soluri sărăturoase, unde a elaborat metode inovatoare pentru determinarea halofiliei plantelor. Lucrarea sa Contribuții la studiul halofiliei plantelor din pășuni și fânețe de sărătură din Depresiunea Jijia-Bahlui (1957) rămâne un reper în domeniu, bazându-se pe peste 600 de relevee geobotanice și analizând peste 400 de specii.
De asemenea, Bucur a realizat studii fizico-geografice detaliate, precum Caracterizarea elementară a complexului pedologic din Depresiunea Jijia-Bahlui, oferind agricultorilor instrumente practice pentru utilizarea rațională a solurilor. A fost un iubitor și cunoscător al florei spontane, aplicând aceste cunoștințe în studiile sale despre vegetația pe săraturi.
A fost un profesor exigent, dar respectat, care a format generații de agronomi la Iași. Colectivul său de catedră, format din colaboratori precum Ana Gafencu, Gheorghe Lixandru, I. Dumbravă, C. Teșu, Er. Merlescu și A. Ionel, a continuat tradiția sa de cercetare. Bucur a străbătut colinele, șesurile și podișul Moldovei, cunoscând fiecare palmă de pământ, iar la examene surprindea studenții cu întrebări detaliate despre solul, vegetația sau clima din satele lor natale.

## Contribuții majore
Nicolae Bucur a adus contribuții originale în mai multe domenii ale pedologiei:
- Cartarea agrogeologică: A dezvoltat „procedeul desfășurării”, o metodă originală pentru cartarea solurilor, aplicată în lucrări precum Cartarea agrogeologică și agronomică și reprezentarea cartografică a unui complex după procedeul desfășurării (1948). Această metodă a fost detaliată în lucrarea Studiul pe teren al complexului agrogeologic și agronomic din bazinul pârâului Vișani (jud. Iași), care include întocmirea hărților de sol, vegetație, starea de păstrare a solului și utilizarea rațională, bazându-se pe 54 de unități de determinare. În 1949, a publicat o lucrare mai completă în zona Cotnari (Dealul lui Baltă, Plaiul Nou, Cotnari, Cătălina, Dealul Mândrului), considerată o piesă de pionierat pentru Moldova.[1]

- Studiul solurilor sărăturoase: A introdus conceptul de „toleranță la salinitate” și a stabilit intervale de salinitate pentru plantele cultivate, prin lucrări precum Stabilirea toleranței la salinitate la plantele cultivate pe soluri salinizate (1955). A determinat intervale de toleranță (ex. 78-287 mg S.S.% pentru floarea-soarelui) și a efectuat experiențe riguroase cu 25 de soiuri de grâu, secară și orz de toamnă, identificând sensibilități (ex. soiuri precum Tg. Frumos 1937, mai puțin sensibile, și Roșu de Botoșani, foarte sensibil). A stabilit praguri de uscare la concentrații de 215-744 mg S.S.%, pentru Cl⁻ de la 9-23 mg, și pentru SO₄²⁻ de la 85-320 mg.[1]

- Vegetația spontană: A elaborat metode noi pentru studiul halofiliei plantelor, contribuind la ameliorarea solurilor și pajiștilor sărăturoase. A dezvoltat două metode originale: 1) stabilirea halofiliei prin variația masei vegetale în funcție de salinitate; 2) stabilirea halofiliei prin frecvența speciilor în pajiști de sărături. A identificat 32 de specii la care masa vegetală crește cu salinitatea și 20 de specii halofite, din familii precum Compositae, Gramineae și Leguminosae.[1]

- Clasificarea solurilor: A realizat sistematizări de referință pentru solurile intrazonale, azonale și rendzinele din România. A introdus termenul „sol aluvional” pentru soluri cu depozite aluvionare, a definit „cernoziomul salifer” ca tranziție între cernoziomuri și solurile saline, și a realizat cea mai amplă clasificare a rendzinelor (1950). În 1956, a introdus denumirea „rendzine argiloase” în locul „pseudorendzinelor” propuse de N. Cernescu. A extins sistematica solurilor „branciog”, propunând denumirea „soluri conglomerat cu ciment calcaros în orizontul C”.[1]

- Metode de analiză: A dezvoltat tehnici precise pentru desorbția apei în soluri salinizate, contribuind la acuratețea analizelor de laborator. A elaborat „procedeul desorbției continue”, o metodă originală care a permis obținerea unor rezultate precise, aplicabile în laboratoarele de specialitate.[1]

Deși nu a publicat un tratat de pedologie în timpul vieții, lucrările sale au fost valorificate postum de Gheorghe Lixandru și Nicolae Florea, care au inclus contribuțiile lui Bucur în lucrări precum Cercetarea solului pe teren (1964).

## Recunoaștere
Nicolae Bucur a fost recunoscut internațional pentru contribuțiile sale, fiind membru al Societății Internaționale pentru Știința Solului, membru fondator al Societății Naționale Române pentru Știința Solului și președinte al Filialei Iași a acesteia. A participat sau a trimis lucrări la sesiuni internaționale importante, fiind apreciat pentru originalitatea contribuțiilor sale. A primit distincția de „profesor emerit”.
În lumea academică, era un savant respectat, deși uneori privit cu rezervă din cauza stilului său polemic, marcat de o logică dezarmantă pentru interlocutori. A avut colaborări cu personalități importante din cadrul Filialei Academiei Române din Iași, dar era un singuratic, dedicat ideilor științifice, fără relații colegiale strânse. Expunerile sale la sesiuni de comunicări erau considerate „evenimente”, iar intervențiile sale critice erau riguroase, uneori slab primite în epocă.
Ca dascăl, era modest, popular, dar exigent. Impunea o atmosferă serioasă în amfiteatru, iar metodele sale de evaluare erau imprevizibile, inclusiv examene neanunțate oficial. La catedră, crea o atmosferă de lucru serioasă, iar laboratorul său era marcat de liniștea muncii productive. Colectivul său (Ana Gafencu, I. Dumbravă, Gh. Lixandru, C. Teșu, E. Merlescu, A. Ionel, I. Avarvarei) a rămas stabil, membrii devenind cadre valoroase, majoritatea profesori sau conferențiari.
După moartea sa, opera sa a fost omagiată de academicieni precum Valeriu D. Cotea, care a descris lucrarea Principii fundamentale de știința solului ca un „model de legătură între generații”.